# Siergiej Chodos
Siergiej Wiktorowicz Chodos (ros. Сергей Викторович Ходос; ur. 14 lipca 1986 w Ust-Kamienogorsku) – rosyjski szpadzista reprezentujący także Kazachstan, srebrny medalista olimpijski i dwukrotny medalista mistrzostw świata.
Na igrzyskach olimpijskich w Tokio wspólnie z Siergiejem Bidą, Pawłem Suchowem i Nikitą Głazkowem wywalczył srebrny medal w rywalizacji drużynowej. Na tej samej imprezie zajął także 28. miejsce indywidualnie. Na rozgrywanych w 2016 roku igrzyskach w Rio de Janeiro był siódmy drużynowo, a w zawodach indywidualnych nie startował.
Podczas mistrzostw świata w Lipsku w 2017 roku wywalczył brązowy medal w rywalizacji drużynowej. Wynik ten Rosjanie powtórzyli podczas mistrzostw świata w Wuxi w 2018 roku.
Na igrzyskach europejskich w Baku (2015) zdobył srebrne medale indywidualnie i drużynowo.
Zdobył ponadto złote medale drużynowo podczas mistrzostw Europy w Tbilisi (2017), mistrzostw Europy w Nowym Sadzie (2018) i mistrzostw Europy w Düsseldorfie (2019).
Jako reprezentant Kazachstanu zdobył między innymi brązowy medal drużynowo na igrzyskach azjatyckich w Dosze (2006).